# Благоје
Благоје је словенско мушко име, релативно новијег настанка, које је изведено од придева „благ“. Од овог имена изведена су имена Блага, Благо и Благоја.

## Популарност
У јужној Аустралији је ово име 2007. било на 1.807. месту по популарности.
 И у Хрватској је ово име било популарно током двадесетог века све до осамдесетих година. Чешће је међу Србима него Хрватима и највише се среће у Загребу, Пули и Вуковару.
Неки од познатијих носилаца овог имена су: Благоје Аџић (1942), Благоје Паровић (1903-1937), Благоје Нешковић (1907-1986), Благоје Јововић (1922-1999), Благоје Јоцић (1900-1976), Благоје Баковић (1957), Благоје Бранчић (1850-1915), Благоје Пауновић (1947), Благоје Крушић (1880-1944), Благоје Ристић (1921-1942) итд.